# Morteza Puraligandżi
Morteza Puraligandżi (pers. مرتضی پورعلی‌گنجی; ur. 19 kwietnia 1992 w Pajin Gandż Afruz) – irański piłkarz grający na pozycji środkowego obrońcy. Od 2022 roku jest zawodnikiem Persepolis FC

## Kariera piłkarska
Swoją karierę piłkarską Puraligandżi rozpoczął 2005 roku w klubie Paykan Babol. Następnie został trenował w zespołach juniorskich takich klubów jak PAS Teheran, Ehsan Rey i Naft Teheran. W 2010 roku awansował do pierwszego zespołu Naftu. Swój debiut w nim zaliczył 19 grudnia 2010 w przegranym 0:1 wyjazdowym meczu z Shahrdari Tabriz. W zespole Naftu grał do lutego 2015 roku.
Latem 2015 roku został piłkarzem chińskiego klubu Tianjin Teda. W klubie tym swój debiut zaliczył 8 marca 2015 w przegranym 1:3 wyjazdowym meczu z Henan Jianye. Zawodnikiem Tianjin Teda był przez rok.
Zimą 2016 roku przeszedł do katarskiego klubu Al-Sadd. W Al-Sadd zadebiutował 4 lutego 2016 w zremisowanym 1:1 domowym meczu z Al Ahli Ad-Dauha. W sezonie 2016/2017 wywalczył wicemistrzostwo Kataru oraz zdobył Puchar Kataru, Puchar Emira Kataru i Superpuchar Kataru. W sezonie 2017/2018 ponownie został wicemistrzem kraju.
| Sezon   | Klub          | Kraj   | Rozgrywki               | Mecze | Gole |
| ------- | ------------- | ------ | ----------------------- | ----- | ---- |
| 2010/11 | Naft Teheran  | Iran   | Persian Gulf Pro League | 10    | 2    |
| 2011/12 | Naft Teheran  | Iran   | Persian Gulf Pro League | 16    | 0    |
| 2012/13 | Naft Teheran  | Iran   | Persian Gulf Pro League | 11    | 0    |
| 2013/14 | Naft Teheran  | Iran   | Persian Gulf Pro League | 21    | 0    |
| 2014/15 | Naft Teheran  | Iran   | Persian Gulf Pro League | 14    | 0    |
| 2015    | Tianjin Teda  | Chiny  | Super League            | 26    | 2    |
| 2015/16 | Al-Sadd       | Katar  | Qatar Stars League      | 8     | 2    |
| 2016/17 | Al-Sadd       | Katar  | Qatar Stars League      | 23    | 4    |
| 2017/18 | Al-Sadd       | Katar  | Qatar Stars League      | 17    | 3    |
| 2018/19 | KAS Eupen     | Belgia | Jupiler Pro League      | 6     | 2    |
| 2018/19 | Al-Arabi SC   | Katar  | Qatar Stars League      | 7     | 1    |
| 2019/20 | Al-Arabi SC   | Katar  | Qatar Stars League      | 15    | 1    |
| 2020    | Shenzhen FC   | Chiny  | Super League            | 6     | 1    |
| 2021    | Shenzhen FC   | Chiny  | Super League            | 7     | 0    |
| 2022/23 | Persepolis FC | Iran   | Persian Gulf Pro League | 25    | 0    |
| 2023/24 | Persepolis FC | Iran   | Persian Gulf Pro League | 5     | 1    |
| 2024/25 | Persepolis FC | Iran   | Persian Gulf Pro League | 22    | 0    |

## Kariera reprezentacyjna
Puraligandżi grał w młodzieżowych reprezentacjach Iranu na różnych szczeblach wiekowych. W 2013 roku zagrał z kadrą U-17 na Mistrzostwach Świata U-17, na których Iran dotarł do 1/8 finału.
W reprezentacji Iranu Puraligandżi zadebiutował 4 stycznia 2015 roku w wygranym 1:0 towarzyskim meczu z Irakiem, rozegranym w Wollongong. W 2015 roku został powołany do kadry na Puchar Azji. Zagrał na nim w czterech meczach: grupowych z Bahrajnem (2:0), z Katarem (1:0), z Zjednoczonymi Emiratami Arabskimi (1:0) oraz ćwierćfinale z Irakiem (3:3, k. 6:7 i gol w 103. minucie).
Uczestnik Mistrzostw Świata 2018 oraz Mistrzostw Świata 2022.